# Segunda República en Pradejón
Ante el desgaste político de la dictadura, Alfonso XIII decidirá convocar elecciones municipales para el 12 de abril de 1931, con el fin de regenerar el régimen y devolver el poder perdido a las instituciones monárquicas. Sin embargo, la victoria de las candidaturas de coalición republicana y socialista en las grandes ciudades supondrá la proclamación democrática de la Segunda República Española y la salida al exilio del propio Alfonso XIII. 

## Las irregularidades de las elecciones municipales de 1931
En Pradejón, la victoria en las elecciones municipales del 12 de abril fue para los monárquicos, que obtuvieron 7 concejales de los 10 totales. A saber, estos fueron Andrés Cordón Navas, José Cordón Miranda, Miguel Fernández Ezquerro, Salvador Mangado Mangado, Lázaro Ramírez Bretón, Melchor Ezquerro Fernández y Sixto Ezquerro Ezquerro. Sin embargo, cuando el 15 de abril se conoció la noticia de la proclamación de la República, los republicanos se apropiaron ilegalmente de 7 concejalías, "en virtud de lo ordenado por D. José Ochoa García, Delegado de la Junta Revolucionaria de Calahorra", siendo algunos de ellos Andrés Ezquerro Ezquerro, Cayo Mangado Ezquerro y Pedro Ortega Sánchez. 
Dos días después, el Gobierno Civil anuló este autonombramiento, pero aceptó las alegaciones presentadas por el círculo republicano-socialista, presidido por Simón San José Ezquerro y con Cayo Mangado como secretario, el cual denunció irregularidades en las elecciones del día 12. Debido a ello, estas se repitieron el 31 de mayo, ante la oposición de la derecha, que decidió no presentarse y no votar. Esta abstención dará la victoria con 10 concejales al Partido Republicano Radical Socialista (PRRS), que gobernará durante todo el período. A saber, el alcalde Andrés Ezquerro Ezquerro, los tenientes de alcalde Cayo Mangado Ezquerro y Perfecto Miranda Medrano y, por último, los concejales Melquíades Ezquerro Preciado, Jesús Ezquerro Sáenz, Justiniano Ezquerro Santos, Tomás Fernández Ramírez, Camilo Heras Preciado, Laureano Miranda García y Pedro Ortega. 
De este modo, frente a un 55% de abstención, los republicanos lograrán una victoria irregular con tan sólo el 45% de los votos. Este será el único triunfo electoral de la izquierda en Pradejón durante la Segunda República, porque tanto en las elecciones generales de noviembre de 1933 como en las de febrero de 1936, el triunfo de la derecha en la villa mostrará una voluntad política conservadora. Si tenemos en cuenta que a lo largo del régimen no volverán a convocarse elecciones municipales en Pradejón, nos hallamos ante un Ayuntamiento de izquierdas gobernando sobre una población mayoritariamente de derechas.

## Pradejón durante el mandato de Andrés Ezquerro (1931-1934)
Las primeras acciones de la nueva Corporación republicana se centrarán en buscar ayudas y subvenciones económicas para realizar obras públicas que frenen el creciente paro obrero. A ello se suma la construcción de unas nuevas escuelas y un matadero, la mejora de las defensas para mantener el río Ebro en su cauce habitual y la puesta en marcha de un nuevo proyecto de abastecimiento de agua. Sin embargo, los vecinos de El Villar de Arnedo se opondrán a las expropiaciones necesarias para acometer tal obra y este proyecto será detenido. En 1931 se pavimentará la Plaza de la Constitución junto a algunas calles, mediante una subvención de 5.000 pesetas.  
En este período toman de nuevo fuerza las organizaciones obreras, tanto los anarquistas del Sindicato Único de Pradejón (coalición de socialistas y anarcosindicalistas en defensa de los derechos de los trabajadores de las obras del Canal de Lodosa), como los socialistas de UGT. Los afiliados a estos sindicatos serán trabajadores con ideas revolucionarias o voluntad de cambios sociales, pero también habrá hombres afiliados sólo para poder trabajar. En enero de 1933, el Sindicato Único pedirá al gobernador civil su reconocimiento como organización con capacidad para representar directamente a los obreros en las negociaciones laborales con los patronos del canal, rechazando la mediación de los poderes públicos en las negociaciones. Para hacer cumplir sus demandas y ante el despido de un obrero, 350 pradejoneros abandonarán su puesto durante dos días en señal de solidaridad, pero la corta duración de la protesta supondrá una derrota de los huelguistas. El 3 de octubre de 1933 se convocó una nueva huelga, esta vez de 8 días, tras los cuales el Jurado Mixto de Obras Públicas de Logroño dictó un acta de conciliación que recogió las demandas de los trabajadores.
La conciencia de los trabajadores de ser víctimas de la explotación, se traducirá en una actitud de rebeldía hacia los patronos y de desafección hacia las clases más elevadas. Esta situación se reflejará en sucesos como los de 1932, año en el que un pradejonero, tras ser despedido de las obras por un capataz, "le agarró por las solapas de la americana diciéndole que si le quitaba de la obra, él lo quitaría de la familia y no volvería a pisar más el canal"; a dicha amenaza se sumó la persecución del capataz por varios compañeros del despedido, que intentaron agredirlo con palos. Otro elemento importante será el Partido Republicano Radical Socialista, en el gobierno durante todo el período, cuyas juventudes celebrarán el primer aniversario de la República con la participación de algunos correligionarios de Calahorra. 
En el plano religioso, la Segunda República estableció una auténtica libertad de cultos, siendo la primera vez que el Estado deja de financiar la religión católica. Esto supuso un gran avance para la comunidad protestante de Pradejón, que al fin obtuvo la igualdad de derechos, favoreciendo definitivamente la vinculación ideológica entre el protestantismo y el republicanismo obrero. Frente a una derecha católica, comenzó a surgir una izquierda protestante. De hecho, el pastor Simón Vicente será un miembro influyente de la agrupación republicana local. Estas buenas relaciones entre el Ayuntamiento y la comunidad evangélica supondrán el fin de la marginación social y del acoso consentido por las autoridades. El cementerio será secularizado y la tapia, que hasta entonces separaba la parte protestante de la católica, será derribada. Por otro lado, se dejarán de costear con dinero público los actos religiosos de las fiestas patronales de San Ponciano y San Antonio y se retirará del Salón de Plenos el Sagrado Corazón de Jesús. 
Eso sí, las procesiones de Semana Santa no serán prohibidas, cosa que sí ocurrirá en la mayor parte de pueblos cercanos. Sin embargo, será habitual el boicot de las mismas. En una ocasión apareció una mula cruzada en medio del recorrido y, otras veces, sintieron cómo les caía encima el polvo de las alfombras que alguien sacudía desde algún balcón. Estas agresiones irán a más cuando en España triunfe  la coalición de centro-derechaen 1933, período en el que las derechas se aplicarán en deshacer las reformas republicanas y la izquierda radicalizará sus posiciones. En Pradejón se aprobarán medidas anticlericales para obstaculizar la presencia pública de la Iglesia católica. De hecho, en noviembre de 1933 se impondrá un gravamen sobre los entierros católicos y se restringirá el toque de campanas, marginando a los católicos y privilegiando a los protestantes.

## Pradejón durante el mandato de Perfecto Miranda (1934-1936)
En marzo de 1934, durante la celebración de la Semana Santa, varios jóvenes boicotearon la procesión cantando canciones impropias, lo que provocó una acalorada discusión de la que el alguacil Domingo Arana Sáenz, que había llegado para separar a las dos partes, saldrá con una puñalada leve en el brazo derecho. Para evitar enfrentamientos como este, varios Guardias de Asalto escoltaron la procesión de San Antonio en septiembre, pero al finalizar esta se detuvieron a tres jóvenes por cantar coplas ofensivas contra dicho cuerpo de seguridad. Este nuevo altercado obligará al gobernador civil a nombrar un delegado gubernativo encargado por mantener el orden público en Pradejón.
El 1 de abril de 1934 será elegido nuevo alcalde Perfecto Miranda Medrano, protagonista del suceso más trágico del período. La noche del 1 de agosto, el alguacil Máximo García García hacía ronda acompañado por su cuñado Félix Ambrosi, cuando se encontraron con Martín Cordón, derechista reconocido y enemistado con Ambrosi desde el altercado de Semana Santa. Entonces, Cordón intentó agredir con un hacha al alguacil. Ante tal ataque, Máximo sacó la pistola y se inició una persecución hasta que, producto de la carrera, a este se le disparó el arma, la bala rebotó en el suelo e hirió a Cordón en la pierna. Trasladado al hospital, se le infectó la herida y tuvieron que amputarle la pierna. Finalmente, falleció en circunstancias extrañas. Y, aunque el jurado absolvió Máximo, en Pradejón no lo olvidaron y acabó pagándolo tras el alzamiento.
Ese mismo año, la American Board dejó de enviar dinero a las comunidades evangélicas españolas y, como en otros lugares, el pastor Simón Vicente tuvo que trasladarse a Calahorra para vivir ejerciendo la enseñanza, aunque siguió viniendo a la villa para dar misa. Su marcha supuso el cierre de las escuelas evangélicas, cuyos alumnos pasaron a las Escuelas Nacionales o al parvulario de Doña Juana Cordón, iniciándose así el retroceso social del protestantismo en Pradejón.
Entre diciembre de 1934 y julio de 1935 tendrán lugar los atentados contra la propiedad de tres de los mayores contribuyentes del vecindario, todos miembros del Ayuntamiento durante la dictadura de Primo de Rivera. En total se registraron una quema de mieses, la quema de un pajar y el asalto a dos bodegas, en una se descorcharon 200 cántaras de vino y en la otra se derramaron 800 cántaras. La sorpresa del suceso vendrá cuando en julio se detengan como presuntos autores de los hechos a empleados municipales, en su mayoría: dos alguaciles, dos guardas de campo, dos serenos, así como dos concejales. El delegado saldó el problema nombrando nuevos vigilantes de derechas, lo que será respondido con violencia y coacción encubierta por facciones de izquierdas, entre ellos miembros del Ayuntamiento. A Santos Ramírez, mientras estaba en la viña, "unos señores le pasaron con un carro de cieno por encima". Y a los hermanos Miguel y Félix Ocón San Casimiro les destrozaron una viña de 3.000 cepas. 
En 1935 se inician las obras de las nuevas escuelas. Para sufragar los gastos, Pradejón celebrará en febrero un referéndum para decidir sobre la contratación de un préstamo de 71.708,30 pesetas al INP. El pueblo votará de manera unánime a favor del préstamo, siendo la única cosa de todo el período en la que todos los vecinos coincidirán. Por desgracia, este proyecto quedará paralizado al comienzo de la Guerra Civil por ser utilizado el dinero en el esfuerzo bélico.
Con el inicio de las elecciones de febrero de 1936, la radicalización de la sociedad se hará patente. El 11 de febrero, el Frente Popular, o coalición de izquierdas, celebrará un mitin en el que intervendrán tres logroñeses y el veterinario Félix Delgado, que "hizo un llamamiento a todos los electores, recomendándoles la necesidad de votar con entusiasmo al Frente Popular. El local estaba totalmente abarrotado, quedándose varios en la calle por no caber dentro, calculándose casi unas mil personas las que acudieron, con completa normalidad". El triunfo del Frente Popular en España, que no en Pradejón, supuso en la villa la restitución en sus cargos de todos los empleados republicanos cesados anteriormente por los atentados a la propiedad pública, así como la reanudación de reformas anticlericales. 
El 14 de abril se conmemorará el día de la República con una manifestación cívica, "amenizándola la Banda de Música que se ha formado en la localidad y que pretende hacer su inauguración precisamente en tal día", dirigida por Guillermo Miranda. La manifestación reunió a 1.500 personas y el concierto continuó en el Salón de Domingo Serrano. El 18 de abril, el alcalde Perfecto Miranda presentó su dimisión irrevocable, siendo sustituido en el cargo Pedro Ortega Santos.

## Pradejón en sus últimos días republicanos (1936)
Pedro Ortega intervendrá cerrando una nueva manifestación el 1 de mayo, acompañada de nuevo por la Banda de Música. En junio comenzarán las obras de construcción del matadero, necesarias desde el punto de vista higiénico y muy necesarias para mitigar el paro obrero. El 11 de julio tendrá lugar la última sesión del Ayuntamiento republicano antes del alzamiento. Inmersa en una situación de inestabilidad y amenaza, la derecha propietaria y religiosa no dudará en apoyar el golpe de Estado que el 17 de julio de 1936 intentará derrocar el régimen democrático de la Segunda República.
Los días 17 y 18 de julio de 1936, una parte del ejército español, contraria al gobierno de la República, se alzará en armas con el fin de dar un golpe de Estado. Se iniciaba así la conspiración urdida durante meses por un grupo de generales y oficiales de ideología conservadora que, ante el fracaso parcial de la sublevación, desencadenaron en España el inicio de la Guerra Civil, enfrentando a republicanos y sublevados. La noticia llegó a Pradejón el sábado 18, donde el Ayuntamiento y las organizaciones de izquierdas hicieron rondas de vigilancia con voluntarios armados. Estas patrullas sumaban unos 200 hombres, la mayoría afiliados a Izquierda Republicana, CNT y UGT. Sin embargo, el domingo 19 se sublevaron Logroño y Calahorra y el lunes 20 lo hicieron Lodosa y Mendavia, convirtiendo al Pradejón republicano en un foco aislado. El martes 21 de julio, el ejército sublevado y las milicias voluntarias de Falange y Requeté tomaron Pradejón sin resistencia armada.